# Rezerwat przyrody Nad Białką
Rezerwat przyrody Nad Białką – rezerwat przyrody nieożywionej w gminie Głuchołazy, w powiecie nyskim, w województwie opolskim. Jest położony na terenie Parku Krajobrazowego Góry Opawskie oraz obszaru Natura 2000 „Góry Opawskie”.
Został powołany w 1999 roku (Dz. Urz. Woj. Op., 1999, Nr 14, Poz. 40). Obejmuje przełom rzeki Białej Głuchołaskiej zawierający ślady po eksploatacji złota w XII i XIII wieku, oraz las świerkowo-bukowy.
Obszar rezerwatu podlega ochronie czynnej.